# كيفن فوج
كيفن فوج (من مواليد 6 أكتوبر 1990) هو لاعب كرة قدم محترف ظهير دفاعي وعائد ركلة لفريق مونتريال الوات من الدوري الكندي لكرة القدم. لعب كرة القدم الامريكية في جامعة الحرية 
ارتد فوج في الدوري الوطني لكرة القدم الأمريكية من عام 2014 إلى عام 2015، بما في ذلك فترة قضاها في دوري الخريف التجريبي لكرة القدم (FXFL). وقع في النهاية مع ونينبينغ بلو بومبرز من CFL لموسم 2016.     قضى فوج ثلاثة مواسم في وينيبيج كظهير دفاعي أساسي، حيث جمع 154 تدخلات، و10 اعتراضات، و6 تمريرات إجبارية، وهبوط دفاعي واحد. تم استخدام Fogg أيضًا باعتباره عائدًا من ركلة الجزاء، حيث جمع 2259 ياردة وهبط على 200 مرة. أصبح وكيلًا مجانيًا في فبراير 2019.